# June Mathis
June Mathis, nata June Beulah Hughes (Leadville, 30 gennaio 1887 – New York, 26 luglio 1927), è stata una sceneggiatrice e montatrice statunitense, considerata come la più talentuosa degli anni 1920.
Nel 1918 divenne la prima donna a far parte della dirigenza della Metro-Goldwyn-Mayer. Fra i suoi più grandi successi si possono annoverare I quattro cavalieri dell'Apocalisse (1921), dove scelse come attore principale Rodolfo Valentino, allora sconosciuto, e Sangue e arena (1922).

## Biografia
Una delle più potenti donne a Hollywood negli anni venti, nel 1926 era la donna più influente nella città del cinema dopo Mary Pickford e Norma Talmadge. Viene ricordata per aver scoperto Rodolfo Valentino e per aver scritto la sceneggiatura de I quattro cavalieri dell'Apocalisse e di Sangue e arena.

## Filmografia

### Sceneggiatrice (parziale)
- The House of Tears, regia di Edwin Carewe (1915)
- The Upstart, regia di Edwin Carewe (1916)
- Her Great Price, regia di Edwin Carewe (1916)
- The Purple Lady, regia di George Lessey (1916)
- God's Half Acre, regia di Edwin Carewe (1916)
- The Dawn of Love, regia di Edwin Carewe - sceneggiatura (1916)
- The Sunbeam, regia di Edwin Carewe (1916)
- A Wife by Proxy, regia di John H. Collins (1917)
- Threads of Fate, regia di Eugene Nowland (1917)
- Dall'odio all'amore (The Barricade), regia di Edwin Carewe (1917)
- His Father's Son, regia di George D. Baker (1917)
- The Power of Decision, regia di John W. Noble (1917)
- A Magdalene of the Hills, regia di John W. Noble (1917)
- The Millionaire's Double, regia di Harry Davenport (1917)
- The Beautiful Lie, regia di John W. Noble (1917)
- The Call of Her People, regia di John W. Noble (1917)
- Lady Barnacle
- Aladdin's Other Lamp
- The Trail of the Shadow
- Miss Robinson Crusoe, regia di Christy Cabanne (1917)
- Somewhere in America, regia di William C. Dowlan (1917)
- The Jury of Fate, regia di Tod Browning (1917)
- Blue Jeans, regia di John H. Collins (1917)
- The Legion of Death, regia di Tod Browning (1918)
- Daybreak, regia di Albert Capellani (1918)
- The Winding Trail, regia di John H. Collins (1918)
- The Eyes of Mystery, regia di Tod Browning (1918)
- The Brass Check
- The Claim, regia di Frank Reicher (1918)
- Social Hypocrites, regia di Albert Capellani (1918)
- With Neatness and Dispatch, regia di Will S. Davis (1918)
- The Trail to Yesterday, regia di Edwin Carewe (1918)
- Toys of Fate o Tales of Fate, regia di George D. Baker (1918)
- The Winning of Beatrice
- Social Quicksands
- The House of Gold
- A Man's World, regia di Herbert Blaché (1918)
- To Hell with the Kaiser!, regia di George Irving (1918)
- A Successful Adventure
- The House of Mith, regia di Albert Capellani (1918)
- The Silent Woman, regia di Herbert Blaché (1918)
- Kildare of Storm, regia di Harry L. Franklin (1918)
- L'occidente (Eye for Eye), regia di Albert Capellani, Alla Nazimova (1918)
- The Great Victory, Wilson or the Kaiser? The Fall of the Hohenzollerns, regia di Charles Miller (1919)
- The Divorcee, regia di Herbert Blaché (1919)
- Out of the Fog, regia di Albert Capellani (1919)
- Johnny-on-the-Spot
- Satan Junior
- The Way of the Strong, regia di Edwin Carewe (1919)
- Blind Man's Eyes, regia di John Ince (1919)
- The Parisian Tigress
- The Island of Intrigue
- La lanterna rossa (The Red Lantern), regia di Albert Capellani (1919)
- The Amateur Adventuress
- Almost Married , regia di Charles Swickard - sceneggiatrice (1919)
- Some Bride
- The Man Who Stayed at Home, regia di Herbert Blaché (1919)
- The Microbe, regia di Henry Otto  (1919)
- The Brat, regia di Herbert Blaché (1919)
- Lombardi, Ltd., regia di Jack Conway - sceneggiatura (1919)
- Fair and Warmer, regia di Henry Otto (1919)
- The Willow Tree, regia di Henry Otto (1920)
- The Right of Way, regia di John Francis Dillon (1920)
- The Price of Redemption, regia di Dallas M. Fitzgerald - sceneggiatrice (1920)
- I quattro cavalieri dell'Apocalisse (The Four Horsemen of the Apocalypse), regia di Rex Ingram (1921)
- The Man Who, regia di Maxwell Karger (1921)
- La commedia umana (The Conquering Power), regia di Rex Ingram (1921)
- A Trip to Paradise, regia di Maxwell Karger (1921)
- La signora delle camelie (Camille), regia di Ray C. Smallwood (1921)
- The Hole in the Wall, regia di Maxwell Karger (1921)
- The Idle Rich, regia di Maxwell Karger  (1921)
- Gente onesta (Turn to the Right), regia di Rex Ingram (1922)
- The Golden Gift, regia di Maxwell Karger (1922)
- Kisses, regia di Maxwell Karger  (1922)
- Hate, regia di Maxwell Karger (1922)
- Sangue e arena (Blood and Sand), regia di Fred Niblo (1922)
- Il giovane Rajah (The Young Rajah), regia di Phil Rosen  (1922)
- Tre pazzi saggi (Three Wise Fools), regia di King Vidor (1923)
- La gitana  (The Spanish Dancer), regia di Herbert Brenon (1923)
- In the Palace of the King, regia di Emmett J. Flynn (1923)
- The Day of Faith, regia di Tod Browning (1923)
- Rapacità (Greed), regia di Erich von Stroheim (1924)
- La stella del Royal Palace (An Affair of the Follies), regia di Millard Webb (1927)

### Montatrice (parziale)
- The Day of Faith, regia di Tod Browning (1923)